# Depot I von Albrechtice nad Vltavou
Das Depot von Albrechtice nad Vltavou (auch Hortfund von Albrechtice nad Vltavou) ist ein Depotfund der frühbronzezeitlichen Aunjetitzer Kultur aus Albrechtice nad Vltavou im Jihočeský kraj, Tschechien. Es datiert in die Zeit zwischen 2000 und 1800 v. Chr. Das Depot befindet sich heute im Südböhmischen Museum in Budweis.

## Fundgeschichte
Das Depot wurde vor 1918 entdeckt, die genauen Fundumstände sind unbekannt. Beim Ankauf durch das Budweiser Museum wurde angegeben, dass es aus einem Hügel stammen soll, was impliziert, dass es sich um Grabbeigaben handelt. Eine Ansprache als Hortfund scheint jedoch wahrscheinlicher.
Im 19. Jahrhundert wurde in Albrechtice nad Vltavou noch ein zweites Depot gefunden, das aber aus der späten Bronzezeit stammt.

## Zusammensetzung
Das Depot besteht aus zwei Bronzeobjekten, die Václav Moucha als Ringbarren, Tilmann Vachta hingegen als Ösenhalsringe klassifiziert. Nur ein Ring ist vollständig erhalten. Er ist neuzeitlich deformiert und gebrochen. Von dem zweiten ist nur ein Bruchstück erhalten, das ebenfalls neuzeitlich deformiert und gebrochen ist. Die Oberflächen der beiden Ringe sind grob facettiert.